# SC Wiener Viktoria
Der Sportclub Wiener Viktoria ist ein Fußballverein aus Wien-Meidling. Der Verein gehört dem Wiener Fußball-Verband (WFV) an und spielt seit der Saison 2019/20 in der dritthöchsten Leistungsstufe, der Regionalliga Ost.

## Geschichte
Der SC Wiener Viktoria wurde 1947 gegründet, beruft sich jedoch auf den 1931 gegründeten Sport- und Geselligkeitsverein Renz, nachmals S.C. Rio, der 1939 wieder aufgelöst wurde. Ohne nennenswerte Erfolge verbrachte der Verein die ersten 60 Jahre im Wiener Unterhaus. In der Saison 1996/97 nahm der Verein an der Vorrunde des ÖFB-Cups teil, wo er am SV Langenrohr scheiterte.
Die Saison 2007/08 beendete SC Wiener Viktoria als Achter in der fünftklassigen Oberliga. In der Saison 2008/09 wurde er mit einem Punkt Rückstand auf Meister 1. Simmeringer SC Vizemeister der Oberliga A. In der Saison 2009/10 belegte die Mannschaft den siebten Rang. In der Saison 2010/11 wurde die Viktoria Vierter. Zur Saison 2011/12 übernahm der Rekordtorschütze der österreichischen Nationalmannschaft, Toni Polster, das Traineramt bei der Viktoria. Unter Polsters Führung konnte der Verein mit einem Vorsprung von zwölf Punkten auf die Union Mauer Meister werden und somit in die Wiener Stadtliga aufsteigen. Zudem gewann der Verein in jener Saison den Toto-Cup, wodurch er in der darauffolgenden Saison für den ÖFB-Cup qualifiziert war.
Im Cup besiegte der SC Wiener Viktoria zunächst in der ersten Runde den ebenfalls viertklassigen SV Grün-Weiß Micheldorf, in der zweiten Runde gewann er gegen den Zweitligisten Kapfenberger SV im Elfmeterschießen. Im Achtelfinale schied der Verein nach einer Niederlage gegen den Bundesligisten SV Ried aus. In der Wiener Stadtliga konnte die Mannschaft in jener Saison mit acht Punkten Vorsprung auf den Post SV Wien Meister werden und somit in die Regionalliga Ost durchmarschieren. Nach diesem Erfolg verließ Trainer Polster den Verein und übernahm den Bundesligisten FC Admira Wacker Mödling.
Sein Nachfolger wurde der ehemalige Nationalspieler Andreas Reisinger, der die Viktoria in die erste Regionalligasaison führen sollte. In jener Saison nahm der Verein zudem wieder am Cup teil, wo er jedoch in der ersten Runde am ebenfalls drittklassigen SK Austria Klagenfurt scheiterte. Im Jänner 2014 trennte sich der SC Wiener Viktoria vom Trainer Reisinger. Daraufhin kehrte Toni Polster wieder zur Viktoria zurück, nachdem er bei der Admira bereits im August 2013 entlassen worden war. Nach einer Saison in der Regionalliga stieg der Verein am Ende der Saison 2013/14 wieder in die Stadtliga ab, die Spielzeit wurde mit sechs Punkten Rückstand auf einen Nichtabstiegsplatz auf dem 13. Rang beendet.
In der Saison 2014/15 belegte die Mannschaft den zwölften Rang in der vierthöchsten Spielklasse. Die Saison 2015/16 wurde als Siebter beendet. In der Saison 2016/17 belegte die Mannschaft den achten Rang; in jener Saison wurde ein Auswärtsspiel gegen den SV Wienerberg mit 24:0 verloren, der Verein war mit Jugendspielern und Spielern aus der Reserve angetreten, damit sich die Spieler der ersten Mannschaft auf das Toto-Cup-Finale gegen den ASK Elektra Wien vorbereiten konnten. Das Finale gegen Elektra wurde dennoch verloren. In der Saison 2017/18 wurde der zehnte Platz in der Stadtliga belegt, zudem wurde erneut das Finale des Toto-Cups verloren, diesmal gegen den FV Austria XIII.
In der Saison 2018/19 konnte der SC Wiener Viktoria wieder Meister der Stadtliga werden und somit ein zweites Mal in die Regionalliga aufsteigen. In der Saison 2019/20 nahm er wieder am ÖFB-Cup teil, wo in der ersten Runde der Bundesligist TSV Hartberg im Elfmeterschießen besiegt wurde. In der zweiten Runde folgte das Aus gegen den Vizemeister LASK.
2022 legte Roman Gregory nach fast sechzehn Jahren seine Präsidentschaft beim SC Wiener Viktoria zurück.

## Kampfmannschaft

### Trainerteam
Stand: 25. Oktober 2024
| Funktion       | Name              | Geburtsdatum | Nationalität | beim Verein seit | letzter Verein           |
| -------------- | ----------------- | ------------ | ------------ | ---------------- | ------------------------ |
| Trainer        | Toni Polster      | 10.03.1964   | Osterreich   | 01/2014          | FC Admira Wacker Mödling |
| Co-Trainer     | Kurt Castek       | 07.01.1964   | Osterreich   | 01/2017          | Jugendtrainer            |
| Torwarttrainer | Harald Hofstädter | 11.05.1970   | Osterreich   | 01/2019          | ASK Kottingbrunn         |
| Taktiktrainer  | Thomas Markytan   |              | Osterreich   | 07/2024          | SV Gloggnitz             |

### Aktueller Kader
Stand: 23. Juni 2024